# (16672) Bedini
(16672) Bedini (1994 BA1) – planetoida z grupy pasa głównego asteroid okrążająca Słońce w ciągu 4,14 lat w średniej odległości 2,58 j.a. Odkryta 17 stycznia 1994 roku.